# Chionopsyche
Chionopsyche är ett släkte av fjärilar. Chionopsyche ingår i familjen ädelspinnare.
Kladogram enligt Catalogue of Life:
| Chionopsyche | \| \| Chionopsyche grisea \| \| \| \| \| \| Chionopsyche montana \| \| \| \| |
|              | \| \| Chionopsyche grisea \| \| \| \| \| \| Chionopsyche montana \| \| \| \| |
|              | Chionopsyche grisea                                                          |
|              |                                                                              |
|              | Chionopsyche montana                                                         |
|              |                                                                              |